# Shaker (strumento musicale)
Lo shaker è un gruppo di strumenti musicali  a percussione della famiglia degli idiofoni.
Vengono definiti "shaker" tutti quegli strumenti a percussione all'interno del cui corpo vengono inseriti oggetti quali: sassolini, sabbia, semi, materiale in plastica o sintetico; ma anche, in generale, tutte le altre percussioni il cui suono si ottiene agitandole. I vari tipi di shaker si classificano a seconda:

## Del materiale del corpo
- legno
- metallo
- plastica

## Della forma
- cilindrica (come nel bastone della pioggia)
- tetragonale
- troncoconica (come nel caxixi)
- sferica (come nelle maracas o anche nei "sonaglietti" per neonati)

## Effetti sonori possibili
Gli shaker posseggono oltre alla sonorità ricavata scuotendo "in avanti" anche un'altra ottenuta, invece, scuotendo "dall'alto al basso" e, infine, "agitando" gli strumenti nell'aria. I suddetti suoni può cambiare anche a seconda della posizione delle mani che trattengono lo strumento:
- Con il solo pollice ed il palmo della mano
- con solo alcune dita ed il palmo della mano
- con tutte le dita ed il palmo della mano.

## Generi attinenti
Ormai lo shaker è utilizzato sia nei generi musicali moderni come pop, rock che in generi di origine africana come: salsa, rumba, jazz, cha-cha-cha, samba. Rilevante è anche il suo utilizzo nella world music. È usato anche nella musica classica.